# Philip Waruinge
Philip Waruinge (Muranga, 3 febbraio 1945 – Nakuru, 19 ottobre 2022) è stato un pugile keniota.

## Palmarès
- Olimpiadi

Città del Messico 1968: bronzo nei pesi piuma.
Monaco 1972: argento nei pesi piuma.
- Giochi panafricani

Brazzaville 1965: oro nei pesi piuma.